# هيرب داليوال
هيرب داليوال هو سياسي كندي، ولد في 12 ديسمبر 1952 في بنجاب في الهند. نشط حزبياً في الحزب الليبرالي الكندي.

## مناصب
- انتخب عضو مجلس العموم الكندي عن دائرة Vancouver South—Burnaby [الإنجليزية]‏ وقد انضم خلال فترته النيابية [الإنجليزية]‏ للكتلة البرلمانية الحزب الليبرالي الكندي.
- انتخب وزير الموارد الطبيعية [الإنجليزية]‏ (2002 – 2003).
- انتخب وزير المسامك والمحيطات [الإنجليزية]‏ (1999 – 2002).
- انتخب وزير الدخل القومي [الإنجليزية]‏ (1997 – 1999).
- انتخب عضو مجلس العموم الكندي عن دائرة Vancouver South—Burnaby [الإنجليزية]‏ وقد انضم خلال فترته النيابية [الإنجليزية]‏ للكتلة البرلمانية الحزب الليبرالي الكندي.